# 聶蒙昌
聶蒙昌（1429年—？），字德隆，江西南昌府豐城縣人，明朝政治人物。進士出身。

## 生平
江西鄉試第五十七名。天順八年（1464年）甲申科會試第一百四十二名，殿試登進士第三甲第八十七名。

## 家族
曾祖聶原復。祖父聶仲積，贈工部主事。父亲聶好謙，曾任知府。